# ميغيل أنخيل غارسيا
ميغيل أنخيل غارسيا (بالإسبانية: Miguel Ángel García)‏ هو مصارع هاوي إسباني، ولد في 28 سبتمبر 1960.

## وصلات خارجية
- ميغيل أنخيل غارسيا على موقع JudoInside.com (الإنجليزية)
- ميغيل أنخيل غارسيا على موقع أوليمبيديا (الإنجليزية)